# Megachile atlantica
Megachile atlantica är en biart som beskrevs av Raymond Benoist 1934. Megachile atlantica ingår i släktet tapetserarbin, och familjen buksamlarbin. Inga underarter finns listade i Catalogue of Life.